# The Sound of Music (film)
The Sound of Music is een op de gelijknamige musical van Rodgers en Hammerstein gebaseerde musicalfilm uit 1965 van Robert Wise, met Julie Andrews in de hoofdrol.
in 2001 werd de film vanwege zijn "cultureel, esthetisch en historisch belang" door de Amerikaanse Library of Congress opgenomen in de National Film Registry.
Het is een gedramatiseerd verhaal over de familie Von Trapp die in de oorlog Oostenrijk wil ontvluchten.

## Verhaal
In Salzburg wordt Maria postulante in de abdij Nonnberg, maar ze is niet erg geschikt voor het kloosterleven en ze krijgt van de moeder overste de opdracht als gouvernante te werken voor de zeven kinderen van kapitein Von Trapp: Liesl, Friedrich, Louisa, Kurt, Brigitta, Marta en Gretl. De kapitein regeert zijn kinderen met militaire discipline, omdat zijn vrouw is overleden en hij niet wil worden herinnerd aan haar vrolijke manier van leven. Maria wil daar verandering in brengen en terwijl de vader enige tijd van huis is, leert ze de kinderen zingen en weer plezier in hun leven te hebben. De kapitein komt na een paar dagen weer terug met een goede vriendin, een rijke barones uit Wenen, en wordt boos over het gebrek aan discipline, maar ontdooit weer als hij de kinderen hoort zingen. De kapitein geeft een feest ter ere van de barones en later danst hij met Maria. De barones ziet het. Dan gaan de kinderen optreden met so long farewell. Oom Max, een impresario, vraagt de kapitein of Maria bij het feest mag blijven. De kapitein vindt het goed, maar Maria zegt dat ze geen goede feestkleren aan heeft. Ze krijgt de gelegenheid zich om te kleden. Dan gaat de barones achter haar aan naar boven, zogenaamd om te helpen een jurk te kiezen voor Maria. De barones vertelt Maria dat de kapitein verliefd is op haar en dat ze weet dat Maria ook van de kapitein houdt. Maria vlucht terug naar het klooster om haar gevoelens (en die van de kapitein) uit de weg te gaan. Terwijl Maria weer in het klooster is, probeert de barones een balspel te spelen met de kinderen, die dit spel opzettelijk verpesten. Na afloop moeten ze zingen voor oom Max, maar stoppen er halverwege mee doordat ze geen zin meer hebben vanwege de afwezigheid van Maria. De kapitein laat weten dat ze geen nieuwe gouvernante meer zullen krijgen, omdat hij met de barones gaat trouwen. De kinderen proberen Maria tevergeefs op te zoeken in het klooster om naar de reden van haar vertrek te vragen. Moeder Overste stuurt Maria terug naar de kinderen en de kapitein om haar problemen tegemoet te komen. Die zijn allen verrast haar weer te zien, de barones al helemaal. De kinderen vertellen dat hun vader met de barones gaat trouwen, Maria feliciteert de twee en laat de kapitein weten dat ze alleen nog blijft tot er een nieuwe gouvernante gevonden is. De kapitein merkt dat hij van Maria houdt en verbreekt de verloving. In de tuin verklaren Maria en de kapitein elkaar de liefde. Ze trouwen met elkaar en gaan op huwelijksreis naar Parijs.
Tijdens de reis heeft Max de kinderen onder zijn hoede. Hij zorgt ervoor dat de zingende kinderen mogen optreden op de Salzburger Festspiele. Hij weet wel dat vader Von Trapp het niet goed vindt dat de kinderen in het openbaar optreden, maar deze wordt niet voor de Festspiele terugverwacht.
Het is echter 1938 en niet veilig in Oostenrijk. Tijdens de huwelijksreis van Maria en de kapitein nemen de nazi's de macht over. De kapitein en Maria keren snel terug. Juist die avond vinden de Festspiele plaats, en de kapitein beslist dat het optreden niet doorgaat.
Dan blijkt dat de kapitein wordt opgeroepen voor de marine in Bremerhaven. Hij probeert met zijn gezin te vluchten. Als ze betrapt worden, redt de kapitein zich eruit door te zeggen dat ze op weg zijn naar de Festspiele. Dat klinkt geloofwaardig, want de namen staan op het programma. De kapitein krijgt toestemming met zijn gezin aan de uitvoering mee te doen. Tijdens de uitvoering ontsnappen ze en vluchten ze naar de abdij, waar ze worden verstopt door de nonnen. De nazisoldaten, waaronder Rolf, de vriend van Liesl, doorzoeken de abdij. Terwijl de rest al verderop zoekt, ontdekt Rolf de familie, waarop hij zijn pistool op de kapitein richt. Deze weet de jonge soldaat echter ervan te weerhouden te schieten terwijl de kapitein langzaam naar hem toe komt en het pistool pakt. Rolf waarschuwt dan wel de anderen, maar doordat de nonnen de auto's van de nazi's onklaar gemaakt hebben, kan de familie met hun auto ontkomen. Ze rijden naar de bergen en gaan vandaar, omdat alle grenzen gesloten zijn, te voet de grens van Zwitserland over.

## Rolverdeling
| Acteur              | Personage              |
| ------------------- | ---------------------- |
| Julie Andrews       | Maria von Trapp        |
| Christopher Plummer | Georg von Trapp        |
| Charmian Carr       | Liesl von Trapp        |
| Nicholas Hammond    | Friedrich von Trapp    |
| Heather Menzies     | Louisa von Trapp       |
| Duane Chase         | Kurt von Trapp         |
| Angela Cartwright   | Brigitta von Trapp     |
| Debbie Turner       | Marta von Trapp        |
| Kym Karath          | Gretl von Trapp        |
| Peggy Wood          | Moeder Overste         |
| Richard Haydn       | Max Detweiler          |
| Eleanor Parker      | Barones Elsa Schraeder |
| Daniel Truhitte     | Rolf                   |
| Ben Wright          | Hans Zeller            |
| Anna Lee            | Zuster Margaretta      |
| Norma Varden        | Frau Schmidt           |

## Achtergrond

### Productie

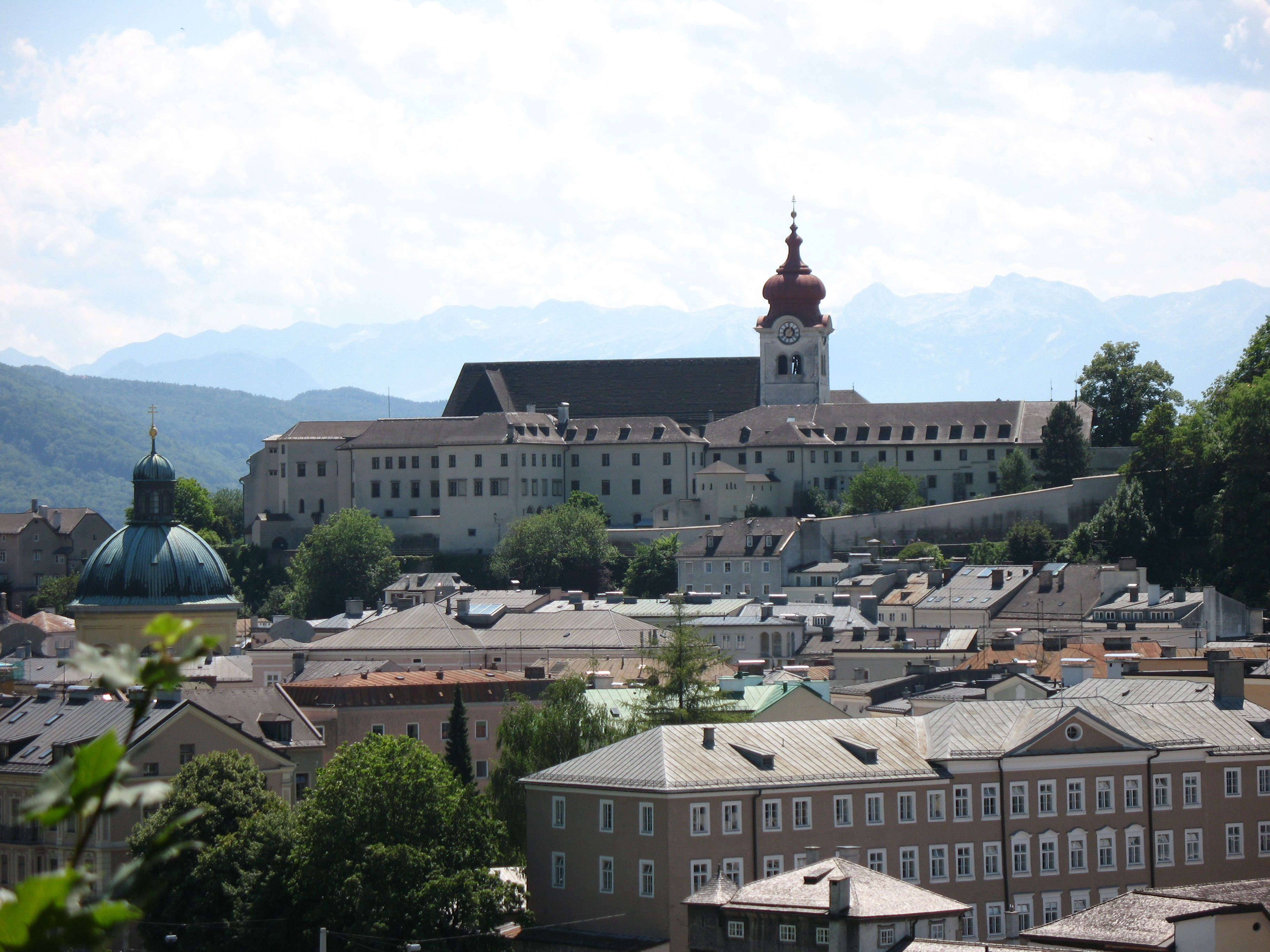
Abdij Nonnberg fungeerde als de abdij waar Maria postulante wordt. Later in de film zal zij daar met de familie Von Trapp schuilen voor de nazi's.

De film geeft de geschiedenis van de familie Von Trapp weer, maar is daarin niet geheel juist. Om te beginnen is het een geromantiseerde versie van het verhaal en een musical-versie. Georg von Trapp, die antinazi was, woonde met zijn gezin in een villa in een buitenwijk van Salzburg, genaamd Aigen. Maria en Georg waren al 10 jaar voor de Anschluss getrouwd. Von Trapp overwoog zelfs even om zich bij de Kriegsmarine aan te sluiten, maar besloot uiteindelijk om te emigreren.
Hoewel de familie Von Trapp in de film lopend via de Alpen de grens oversteekt, liepen zij in werkelijkheid naar het plaatselijke spoorwegstation en namen zij de eerste trein naar Italië. Vanuit Italië vlogen zij naar Londen met als uiteindelijke reisdoel de Verenigde Staten.
Hoewel de film geen volledig juist beeld geeft van het familieverhaal, werd hij wel op bestaande locaties in en rondom Salzburg en Opper-Oostenrijk opgenomen, waaronder de Abdij Nonnberg en St. Peter's Begraafplaats. Schloss Leopoldskron, Schloss Frohnburg en Schloss Hellbrunn waren enkele locaties die werden gebruikt voor de villa van de familie Von Trapp. De openingsscène en luchtopnames werden gefilmd in Anif, Mondsee en Salzkammergut (Fuschl am See, Sankt Gilgen en Sankt Wolfgang). Burcht Hohenwerfen diende als achtergrond voor het nummer Do-Re-Mi.

### Zangstemmen
De zangstemmen van enkele hoofdrolspelers werden overgenomen door anderen. Zo werd de stem van Peggy Wood, genomineerd voor een Oscar in de categorie Beste vrouwelijke bijrol voor haar rol als Moeder Overste, gezongen door Margery McKay, nadat Wood erachter kwam dat ze de hoge noten in het nummer Climb Ev'ry Mountain niet haalde. Marie Green zong voor Anna Lee, die de rol van Zuster Margaretta vertolkte.
Oorspronkelijk zou Christopher Plummer zelf zingen en hij oefende hier tijdens en na de opnames voor. Toch vonden regisseur Robert Wise en zijn team dat Plummers stem, hoewel deze goed was, werd overschaduwd door de geweldige zangstem van Julie Andrews. Plummer was het hiermee eens, waarna Bill Lee zijn zangstem over zou nemen.
Er gingen geruchten dat sommige of alle zangstemmen van de kinderen door anderen zouden zijn ingesproken. Wise gaf aan dat geen enkele stem was overgenomen, hoewel soms extra kinderstemmen werden toegevoegd om een sterker effect te creëren; deze groep extra zangers bestond uit Randy Perkins, Diane Burt, Sue McBain en Darlene Farnon, de zus van Charmian Carr (Liesl). Farnon zong de hoge noot voor Duane Chase, die Kurt speelde, in het nummer So Long, Farewell, omdat Duane die ondanks veel oefenen niet bleek te halen.

## Navolging en trivia
- Salzburg is als een pelgrimsoord voor veel fans van de film. Een veelbezochte plek is de Mondsee, waar de trouwerij werd gefilmd.[3]
- De berg in het begin van de film waar Maria aan het zingen is, is de berg Mellweg. Disney heeft uit deze scène inspiratie gehaald voor de animatiefilm Belle en het Beest tijdens het lied Belle (reprise).
- De voorzijde en de achterzijde van de villa in de film zijn in werkelijkheid twee verschillende gebouwen.
- Eind 2006 bracht Gwen Stefani haar single Wind It Up uit, (die het gejodel uit The Lonely Goatherd samplede). Het album, de kleding en sommige nummers zijn gebaseerd op The Sound of Music.
- Op 11 oktober 2007 overleed Werner von Trapp op 91-jarige leeftijd. Werner was het vierde kind van Georg von Trapp en Agatha Whitehead. Hij liet een vrouw en zes kinderen achter.
- Op 18 februari 2014 overleed Maria von Trapp op 99-jarige leeftijd, laatste overgeblevene van de zeven Von Trapp-kinderen uit het huwelijk van Georg von Trapp en Agatha Whitehead. Zij was, vanwege herstellende ziekte thuis, ook de reden geweest dat haar vader - toen al weduwnaar - een novice uit het klooster op zijn kinderen liet passen....
- De openingsscène van de film, waar Andrews op de heuvel zingt, werd in werkelijkheid als laatste opgenomen, voor de filmploeg terugkeerde naar Los Angeles. Hoewel het warm was tijdens de opnames (het was eind juni, begin juli 1964), zei Andrews dat ze het ijskoud had terwijl ze heen en weer moest rennen op die berg. De scène met Frau Schmidt, die binnenkomt met de stoffen voor de kleding voor Maria, werd als eerste opgenomen.
- Regisseur Robert Wise dacht eerst aan Yul Brynner voor de rol van kapitein Von Trapp. Ook Sean Connery en Richard Burton werden overwogen. Voor Max Detweiler stond Wim Sonneveld op de shortlist van kandidaten.
- Bij de opnames van het liedje Sixteen Going On Seventeen in het paviljoen, gleed Charmian Carr (Liesl) uit toen ze over de banken moesten rennen. Ze viel door een ruit heen en liep een snijwond op aan haar enkel. In de oude opnames is een verband aan haar been te zien. Bij de restauratie van de film werd dit weggewerkt, dus op de dvd is dit niet meer te zien.
- Tijdens de scène in het paviljoen waar Maria en kapitein Von Trapp elkaar hun liefde verklaren, moest Andrews steeds lachen op het moment dat ze Christopher Plummer moest kussen. Na meer dan 20 takes besloot de regisseur het koppel in de schaduw te zetten, zodat het gegiechel van Andrews niet meer zichtbaar was.
- In de scène waar de Von Trapps ontsnappen, duwen de acteurs de auto. In werkelijkheid werden zes mannen ingehuurd om de zware auto met touwen te trekken.
- Andere kindacteurs die ook auditie deden voor de rol van de Von Trapp-kinderen: Kurt Russell, Richard Dreyfuss, Veronica Cartwright (de zus van Angela, die Brigitta uiteindelijk speelde), Patty Duke en de vier oudste Osmondbroers: Alan Osmond, Jay Osmond, Merrill Osmond en Wayne Osmond. Richard Dreyfuss kon niet dansen.
- Nicholas Hammond had eigenlijk bruin haar en moest verscheidene haarbleekbehandelingen ondergaan om gedurende de opnames een blonde coupe te hebben.
- Naar verluidt weigerde Julie Andrews de rol van Maria bijna. Ze was bang dat de rol te erg zou lijken op haar rol in Mary Poppins.
- Liesl is in de film 16, bijna 17. In het echt was actrice Charmian Carr echter al 22, slechts 13 jaar jonger dan haar 'vader' Christopher Plummer.
- In Spanje heet de film Sonrisas y lágrimas, in Frankrijk La mélodie du bonheur. In Argentinië heet de film La novicia rebelde.
- Toen de opnames van de trouwscène van Maria en de kapitein zouden starten, kwam de crew tot de ontdekking dat ze waren vergeten een acteur te kiezen voor de rol van bisschop, die het huwelijk zou voltrekken. Volgens Andrews is het de echte bisschop van Salzburg die uiteindelijk te zien is in de film.
- Christopher Plummer had eigenlijk een hekel aan de film. Als hij erover praat, heeft hij het dan ook steevast over The Sound of Mucus (slijm). De samenwerking met Andrews vond hij wel geweldig en de twee zijn altijd goede vrienden gebleven.
- In de laatste scène wordt de familie getoond die over de bergen naar Zwitserland trekt. Deze scène is echter gefilmd op de grens van Duitsland en Oostenrijk. De familie zou op die manier in Berchtesgaden zijn uitgekomen, het dorp waar de meeste nazikopstukken hun vakantiewoningen hadden.
- De film was in bijna elk land waar ze uitgebracht werd een succes behalve in Oostenrijk en Duitsland, waar de Duits gesproken films Die Trapp-Familie uit 1956 en Die Trapp-Familie in Amerika uit 1958 veel populairder zijn.

## Prijzen en nominaties
| jaar | prijs | categorie                  | genomineerde(n)                              | uitslag     |
| ---- | ----- | -------------------------- | -------------------------------------------- | ----------- |
| 1966 | Oscar | Beste regisseur            | Robert Wise                                  | gewonnen    |
| 1966 | Oscar | Beste montage              | William Reynolds                             | gewonnen    |
| 1966 | Oscar | Beste filmmuziek           | Irwin Kostal                                 | gewonnen    |
| 1966 | Oscar | Beste film                 | Robert Wise                                  | gewonnen    |
| 1966 | Oscar | Beste geluid               | James Corcoran, Fred Hynes                   | gewonnen    |
| 1966 | Oscar | Beste vrouwelijke hoofdrol | Julie Andrews                                | genomineerd |
| 1966 | Oscar | Beste vrouwelijke bijrol   | Peggy Wood                                   | genomineerd |
| 1966 | Oscar | Beste art directie         | Boris Leven, Walter M. Scott, Ruby R. Levitt | genomineerd |
| 1966 | Oscar | Beste cinematografie       | Ted D. McCord                                | genomineerd |
| 1966 | Oscar | Beste kostuumontwerp       | Dorothy Jeakins                              | genomineerd |